# Latouchella
Latouchella is een geslacht van uitgestorven ongewervelde zeedieren, dat wordt beschouwd als een buikpotig weekdier. 

## Kenmerken
Latouchella is een helcionellide uit het Tommotiaanse tijdperk van wat nu Siberië is. De strak opgerolde, spiraalvormige schelp bevat een aantal lage 'wanden' die langs de voorkant van het inwendige lopen. Deze zouden waterstromen in zijn schelp hebben geleid. Tussen deze wanden ligt een reeks groeven, evenwijdig aan de opening van de schelp, waardoor afgietsels van de interne structuur het uiterlijk van een spoorlijn hebben, waarbij dwarsliggers (gemaakt door voren) gepaarde rails samenbinden die naar de top van de schelp lopen. Dit geslacht had een gebogen, gesegmenteerde schelp en het wordt vaak gereconstrueerd als een slakachtig wezen.

## Taxonomie

### Verouderde taxonomie
De taxonomie van het geslacht Latouchella was oorspronkelijk als volgt: klasse Helcionelloida, orde Helcionellida, superfamilie Helcionelloidea, familie Helcionellidae.

### Taxonomie 2005
De taxonomie van de Gastropoda door Bouchet & Rocroi uit 2005 categoriseert Latouchella in de familie Coreospiridae in de superfamilie Scenelloidea binnen de Paleozoïsche weekdieren van onzekere systematische positie. Latouchella is een typegeslacht in de familie Latouchellidae Golikov & Starobogatov, uit 1989, maar Latouchellidae is een synoniem van Coreospiridae.

### Taxonomie 2006/2007
De taxonomie van het geslacht Latouchella uit 2006-2007 is als volgt: klasse Helcionelloida, onderklasse Archaeobranchia, orde Helcionelliformes, superfamilie Helcionelloidea, familie Coreospiridae.

## Soorten
- L. costata (typesoort)
- L. accordionata
- L. adelocosma
- L. adunca
- L. alicae
- L. arcuata
- L. arguta
- L. burlingi
- L. dimicostata
- L. holmdalense

- L. iacobinica
- L. korobokovi
- L. merino
- L. ostenfeldense
- L. pearylandica
- L. pocatelloensis
- L. sonlingpoensis
- L. taijiangensis
- ? L. memorabilis Missarzhevsky in Rozanov et al., 1969
- ? L. orientalis